# Muzeum kovářství (Bieńkowice)
Muzeum kovářství v Bieńkowicích, polsky Muzeum Kowalstwa w Bieńkowicach, se nachází ve vesnici Bieńkowice ve gmině Krzyżanowice v okrese Ratiboř ve Slezském vojvodství v jižním Polsku.

## Další informace
Funkční kovárna rodiny Socha existuje od roku 1702. Je nejstarší dodnes funkční kovárnou v Polsku. Muzeum, které se nachází v sousedství stávající kovárny, představuje kolekci historického kovářského nářadí, zařízení, strojů, nástrojů, ale také historii, zamilovaný příběh zakladatele kovárny a vzniku tradice. Například je možno zhlédnout přípravek pro okování koní, k výrobě obručí, vyzkoušet si kování. V současnosti kovárnu i muzeum vedou Jan a jeho syn Robert Socha, který je již devátým pokračovatelem pokolení rodiny. Prohlídka je možná po domluvě a obvykle v letní sezóně.
Muzeum se také nachází na trase cyklistické Stezky Horní Odra.

## Galerie

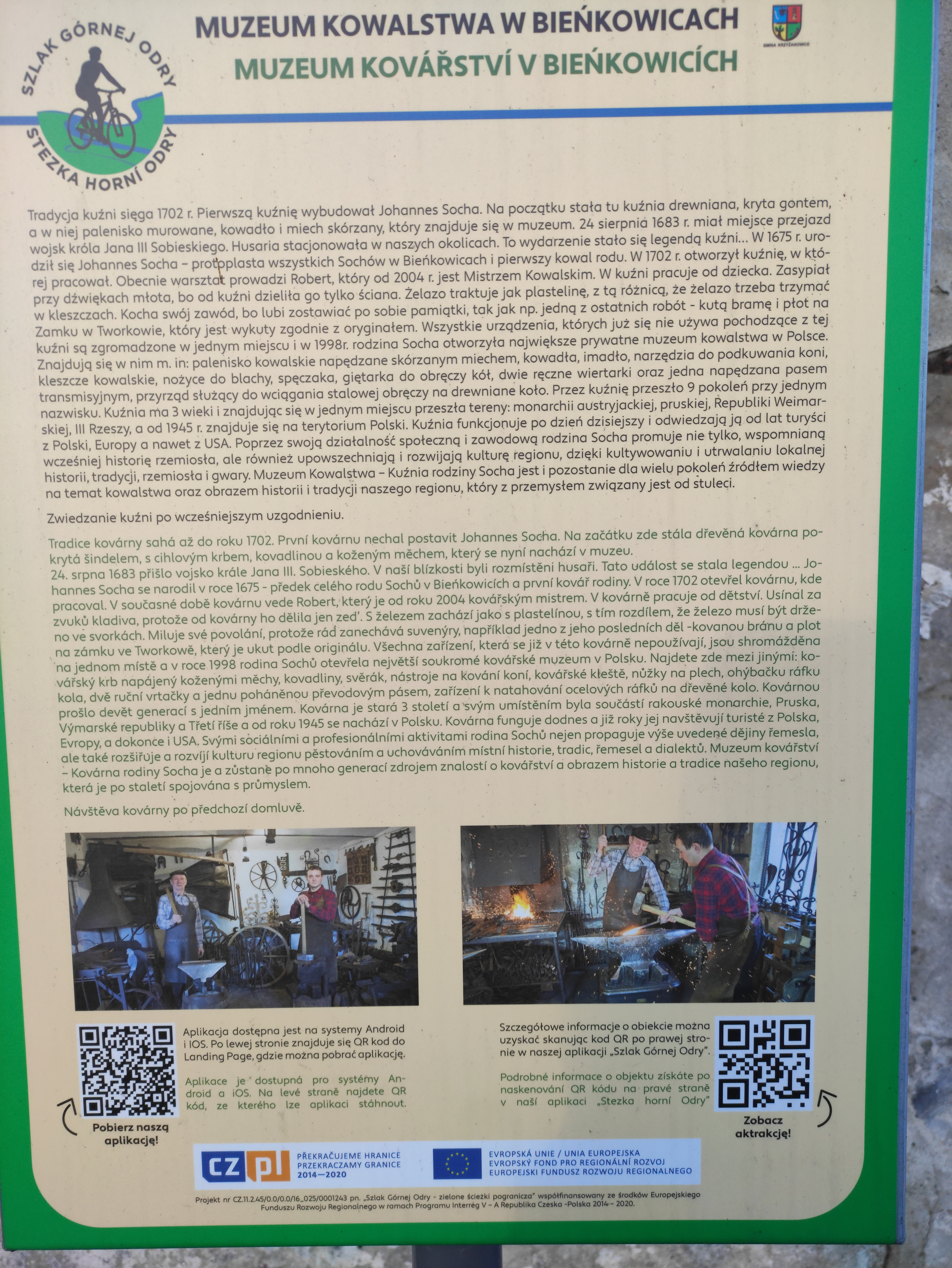